# Médština
Médština byl jazyk Médů – kmenů na severozápadě íránské náhorní plošiny. Jde o starý íránský jazyk, klasifikovaný jako severozápadní íránský. Severozápadní íránské jazyky zahrnují např. starou azerštinu, gilakštinu, mázandaránštinu, kurdštinu a balúčstinu. Souvislé texty se v médštině nedochovaly, gramatika je neznámá a jazyk je doložen pouze prostřednictvím výpůjček ve staré perštině.